# Русская планета
«Ру́сская плане́та» — сетевое издание, работавшее в 2013—2022 годах. Первым редактором был Павел Пряников, при котором газета освещала политическую и социальную тематики в либеральном и левом свете. После идеологического конфликта инвесторов издания с редакцией в 2014—2015 годах СМИ переориентировали на православный и пророссийский уклон. С февраля 2015 года до августа 2016 года главным редактором был Сергей Синченко. В 2018—2022 годах шеф-редактором являлся Дмитрий Степнов.
23 мая 2022 года издание сообщило, что приостановило свою работу на неопределённый срок.

## История
Издание «Русская планета» было запущено в 2013 году девелоперским холдингом «Мортон», который инвестировал в проект около пяти миллионов долларов. Официально собственниками СМИ стала компания «Русская планета». Она принадлежала группе совладельцев, куда входил медиапредприниматель Александр Исаев. Главным редактором газеты стал Павел Пряников, занимавший до этого аналогичные должности в «Свободной прессе» и РИА Новости. Он провёл полный ребрендинг предыдущего пророссийского проекта инвесторов под названием «Платформа Русь».
Появление «Русской планеты» косвенно связывали с событиями на Болотной площади, но новое издание не носило оппозиционного характера. Журналисты освещали политические и социальные новости в леволиберальном ключе. По свидетельству редактора «Медиазоны» Сергея Смирнова, изначально идеологических разногласий между инвесторами и журналистами не возникало, а единственной просьбой к репортёрам было «не трогать лично президента Путина и патриарха Кирилла». На сайте существовали исторический и литературный разделы, аналитика, обзоры прессы, рубрика «Факт» и лекторий. В течение года популярность СМИ росла, и показатель посещаемости достиг 200 тысяч уникальных посетителей в день. Одновременно было создано 75 региональных подразделений, хотя они не работали в полную силу. Успех газеты объясняли актуальной повесткой и профессионализмом работников, которые тем не менее неоднократно подвергались нападкам со стороны инвесторов, властей и противников их взглядов. Например, после выхода статьи о суде по «Болотному делу» Главное управление МВД России по Москве потребовало от редакции удалить упоминания о запахе перегара от потерпевших сотрудников ОМОН. Журналисты сообщали о цензуре во время освещения конфликта Русской, Грузинской и Абхазской церквей в 2013 году, а также аннексии Крыма и на авиационной базе «Бельбек» в 2014 году. По словам главного редактора, качество материалов не соответствовало требованиям, однако позднее их опубликовали другие СМИ. В результате конфликта в марте 2014 года газету покинули пять репортёров, часть из них перешла в проект «Медиазона».
В дальнейшем разногласия между инвесторами и редакцией усиливались. Осенью 2014 года руководство пыталось ввести «наблюдательный совет», состоящий из представителей «Мортона», для контроля над журналистами. В ноябре того же года инвесторы потребовали увольнения Павла Пряникова, не называя причин. Сам журналист не связывал решение с личными причинами или посещаемостью сайта, которая на тот момент достигла 8 миллионов читателей в месяц (редакция планировала выйти на полную окупаемость ко второй годовщине создания при сохранении тех же показателей). Работники «Русской планеты» сообщали, что поводом стал либеральный характер новостей при освещении конфликта на Украине и ряда других тем. Владельцы издания были недовольны «приверженностью европейским ценностям» и «недостатком космизма». Представители компании «Мортон», которая в разные годы сотрудничала с Министерством обороны и ФСБ, заявляли о непричастности к увольнению Пряникова. Они подчёркивали, что официально не являются владельцами газеты и не финансируют её с весны 2015 года, объяснив решение отсутствием интереса к медиабизнесу. Тем не менее РБК сообщал, что инвестиции продолжали поступать через контролируемую девелоперской компанией структуру «Медиа-Шторм», также возглавляемую Александром Исаевым. При этом сам предприниматель заявлял о самостоятельном финансировании газеты. Вскоре Исаев занял пост главного редактора «Русской планеты», проведя ребрендинг сайта и сделав акцент на то, что «Россия — суверенная, самодостаточная страна». В феврале 2015 года должность главного редактора занял Сергей Синченко, при котором посещаемость сайта достигла 10 млн уникальных посетителей.. В марте 2016 года в бывшей редакции даже провели освящение, чтобы «очистить помещение» от «бесовского влияния» предыдущего коллектива. Заместитель Синченко Андрей Сердечнов сообщал, что инцидент был связан исключительно с патриотизмом работников газеты.
Изменение редакционной политики стало причиной увольнения бо́льшей части редакции и вызвало негативную реакцию в обществе. Журналисты называли проект Пряникова одним из наиболее самобытных российских СМИ. Например, обозреватель «Эхо Москвы» Владимир Роменский признавал сайт газеты последним, кто «делал релевантные сообщения про нашу страну». После смены руководства «Русскую планету» стали представлять исключительно «патриотическим изданием, направленным на возрождение Русской цивилизации как единого государства». В 2017 году его журналисты сорвали минский брифинг представителя ОБСЕ в трёхсторонней контактной группе Мартина Сайдика, который должен был проинформировать об успехах урегулирования ситуации на Украине. Покинувшие редакцию сотрудники запустили независимый проект Zima.media.
В 2020 году «Русская планета» совместно с кинокомпанией «Амальгама» запустила авторский проект журналиста Юрия Костина «Личные связи». Программа рассказывает о жизни видных общественных и политических деятелей.
В 2022 году Роскомнадзор заблокировал доступ к сайту «Русская планета». Под ограничения попала статья о российских военных, попавших в плен ВСУ. Решение о блокировке было вынесено Генеральной прокуратурой 20 апреля 2022 года.

## Критика
В 2021 году журнал «Холод», указывая на существенное изменение редакционной политики издания после смены редакции в 2014—2015 годах, отмечал, что в настоящее время в «Русской планете» публикуются новости «с заголовками вроде „Джо Байден назвал май пятнадцатым месяцем года — разучился считать“».